# Qvistgaard (Quistgaard)
Qvistgaard er en dansk slægt.

## Oprindelse og efterkommere
Landmandsslægten Qvistgaard (undertiden stavet Quistgaard) udspringer fra rytterbonden Peder Andersen Qvistgaard (1648-1699) i Søndre Qvistgaard, Vejrum Sogn, af hvis sønner skal nævnes Mikkel Pedersen Qvistgaard (1682-efter 1744) til Skibstedgård og Iver Pedersen Qvistgaard (ca. 1683-1764) til Skikkild, hvis søn, godsejer Morten Iversen Qvistgaard (1732-1798) var fader til Regina Dorthea Cathrine Qvistgaard (1766-1827), gift med hofjægermester Peter de Svanenskiold (1764-1829), til godsejer, kaptajn Peter Christoffer Qvistgaard (1775-1807) — af hvis efterkommere, herunder skuespilleren Berthe Qvistgaard (1910-1999), en gren kalder sig Rehling-Qvistgaard — og til borgmester i København Iver Qvistgaard (1767-1829).
Ovennævnte Mikkel Pedersen Qvistgaard var fader til kommerceråd Peder Mikkelsen Qvistgaard (1712-1775), der ejede Basnæs og senere Vibygård, og af hvis børn skal nævnes Anna Joachimine Qvistgaard (1750-1829), gift med kancelliråd Thomas Neergaard (1745-1806), og kancelliråd Jørgen Pedersen Qvistgaard (1745-1814), hvis sønnesøn, sognepræst i Hemmet og Sønder Vium Jens Peter Orsleff Qvistgaard (1821-1881) var fader til personalhistorikeren, pastor Morten Jacob Erhard Basse Qvistgaard (1864-1940); dennes søn var admiral og forsvarschef E. J. C. Qvistgaard (1898-1980).

### Qvistgaard og Quistgaard
En række slægtsmedlemmer - slægten er og bliver imidlertid den samme - har stavet og staver navnet som Quistgaard. Dette gjaldt blandt andre modstandsmanden Georg Quistgaard (1915-1944), designeren Jens H. Quistgaard (1919-2008), og ESA-generaldirektør Erik Quistgaard (1921-2013).

## Slægtens våben
Slægtens våben kendes fra 1700-tallet, hvor det særligt var ført af slægtslinien på godset Gerdrup.

### Blasonering
"Skjoldet skråt firdelt, I. felt en stående vagtsom sølv trane i rødt (Årvågenhed); II. felt en jernklædt arm, holdende et sværd i sølv (Krigeren); III. felt en fra venstre skråtstillet, opadvendt rødskaftet naturligtfarvet spade, krydslagt en med bladet op- og udadvendt rødskaftet naturligfarvet le i sølv (Agerbrugeren); IV. felt, tre mod venstre flyvende guld bier (Flid) i blåt; på skjoldet en stikhjelm prydet med fem, vekselvise røde og blå, sølvbevæbnede lanser, om hvilke en guld egekrans; en af sølv, rødt, sølv, blåt og sølv, flettet hjelmkrans; Hjelmklædet: heraldisk højre side rødt, foret med sølv, venstre side blåt, foret med sølv."

### Motto
Mottoet er derimod udviklet i nyere tid, omkring 1939, og forener det centrale skjolds 4 dydssymboler:
"Kæmp for dit land

Vær årvågen og stærk

Dyrk med omhu din jord

Gå med flid til dit værk."